# Haus Unterbach

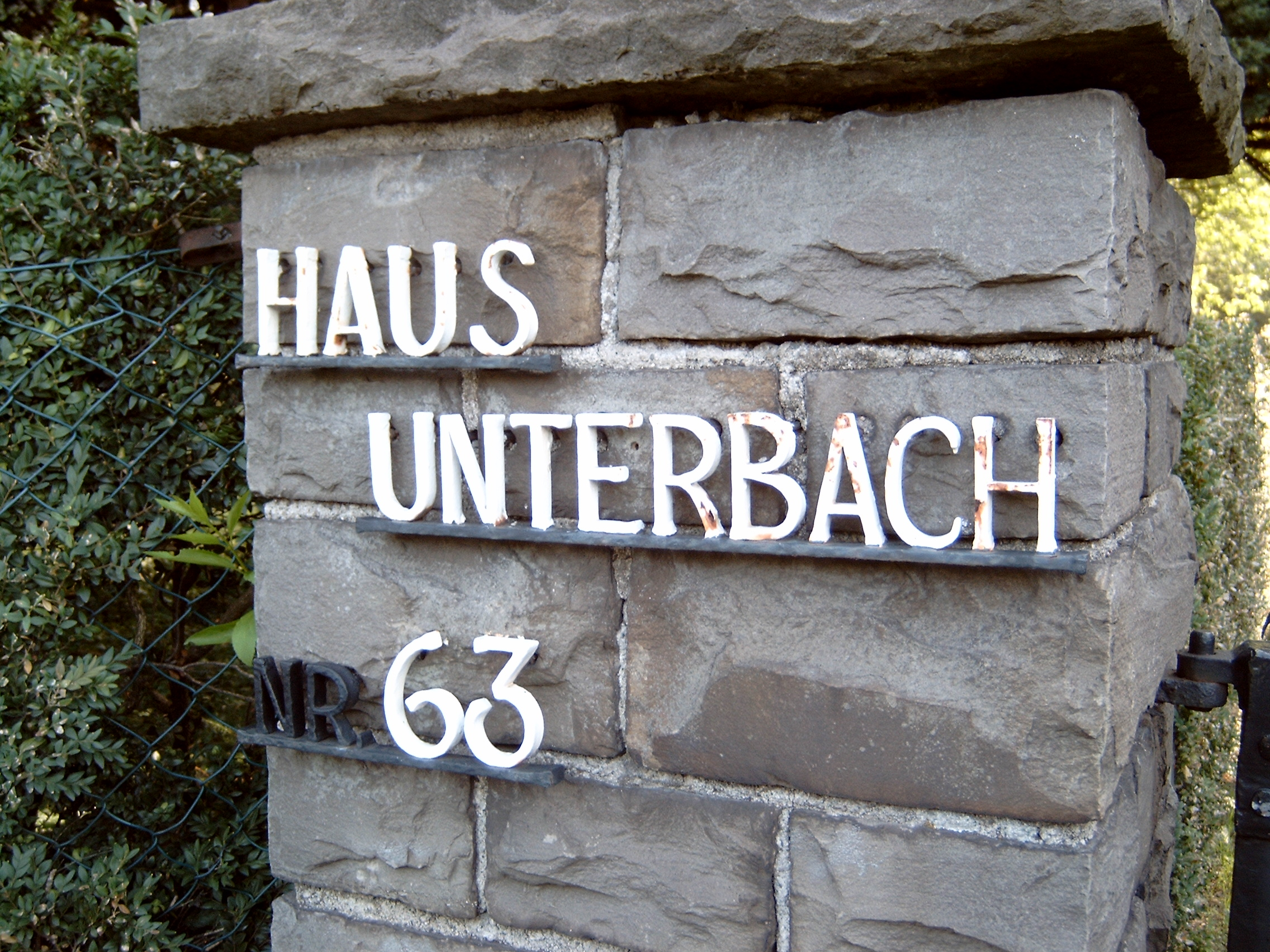
Haus Unterbach auf dem Stadtgebiet von Erkrath

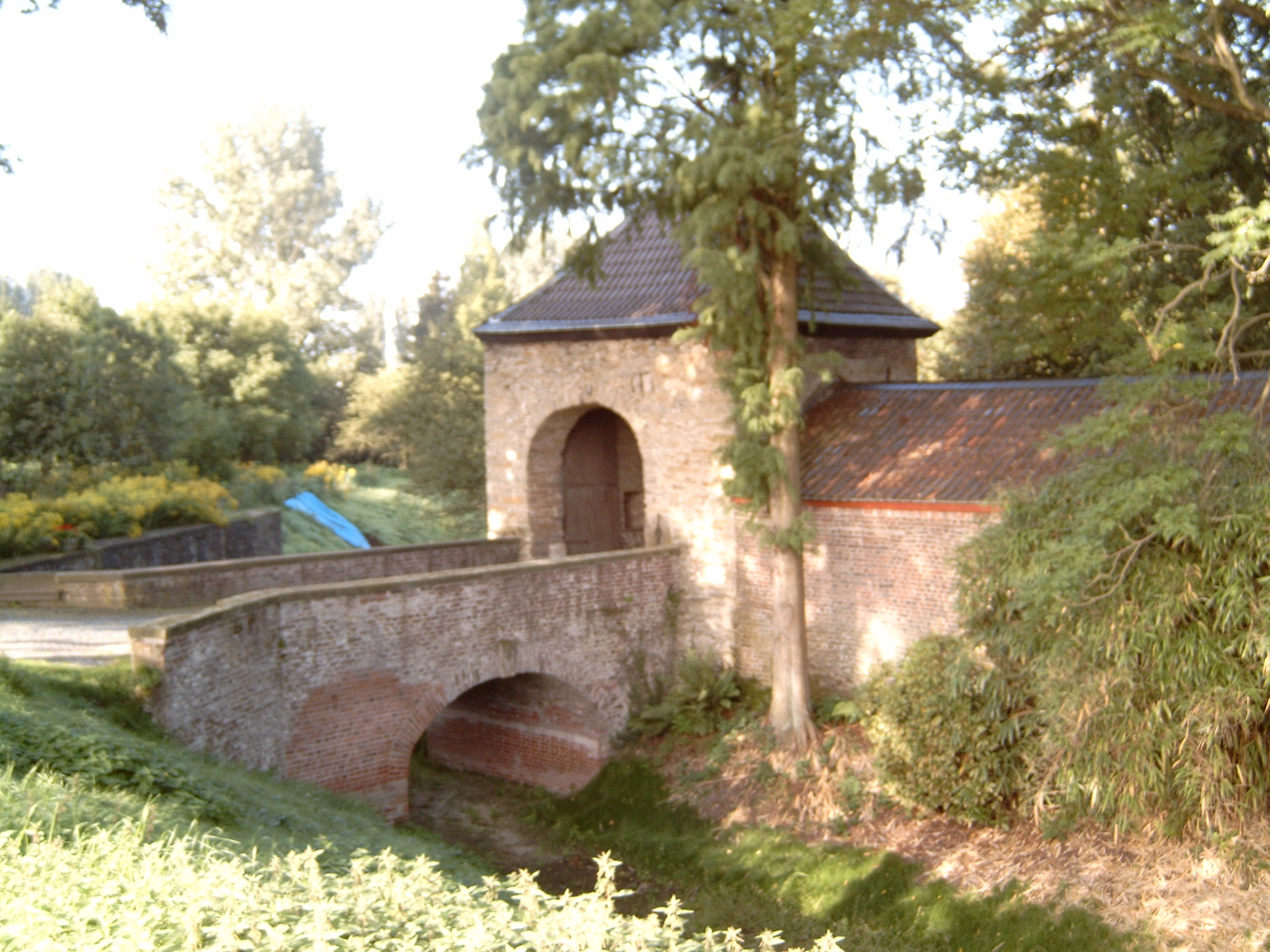
Der Torturm und der Ort der ehemaligen Zugbrücke

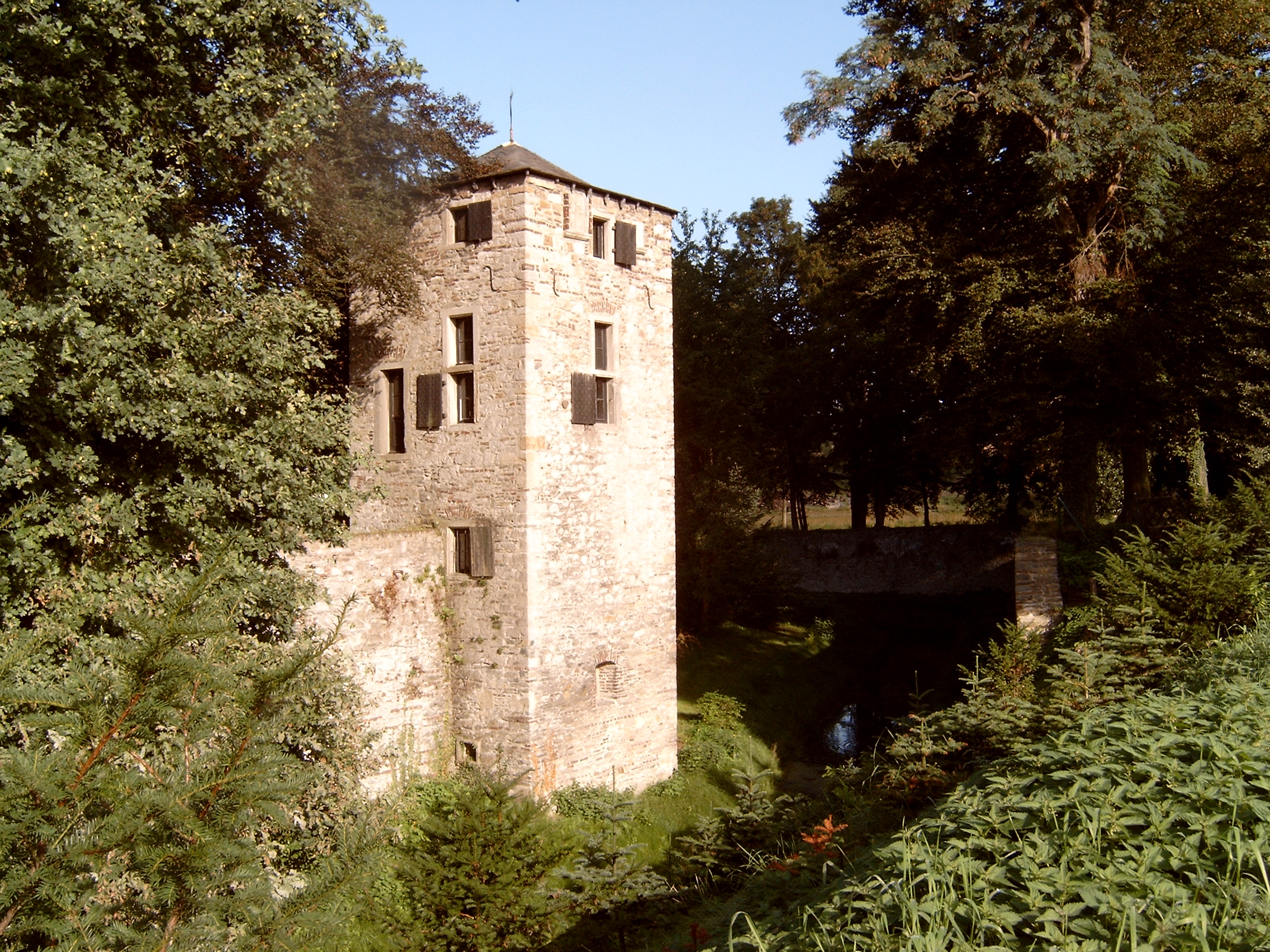
Der Gerichtsturm

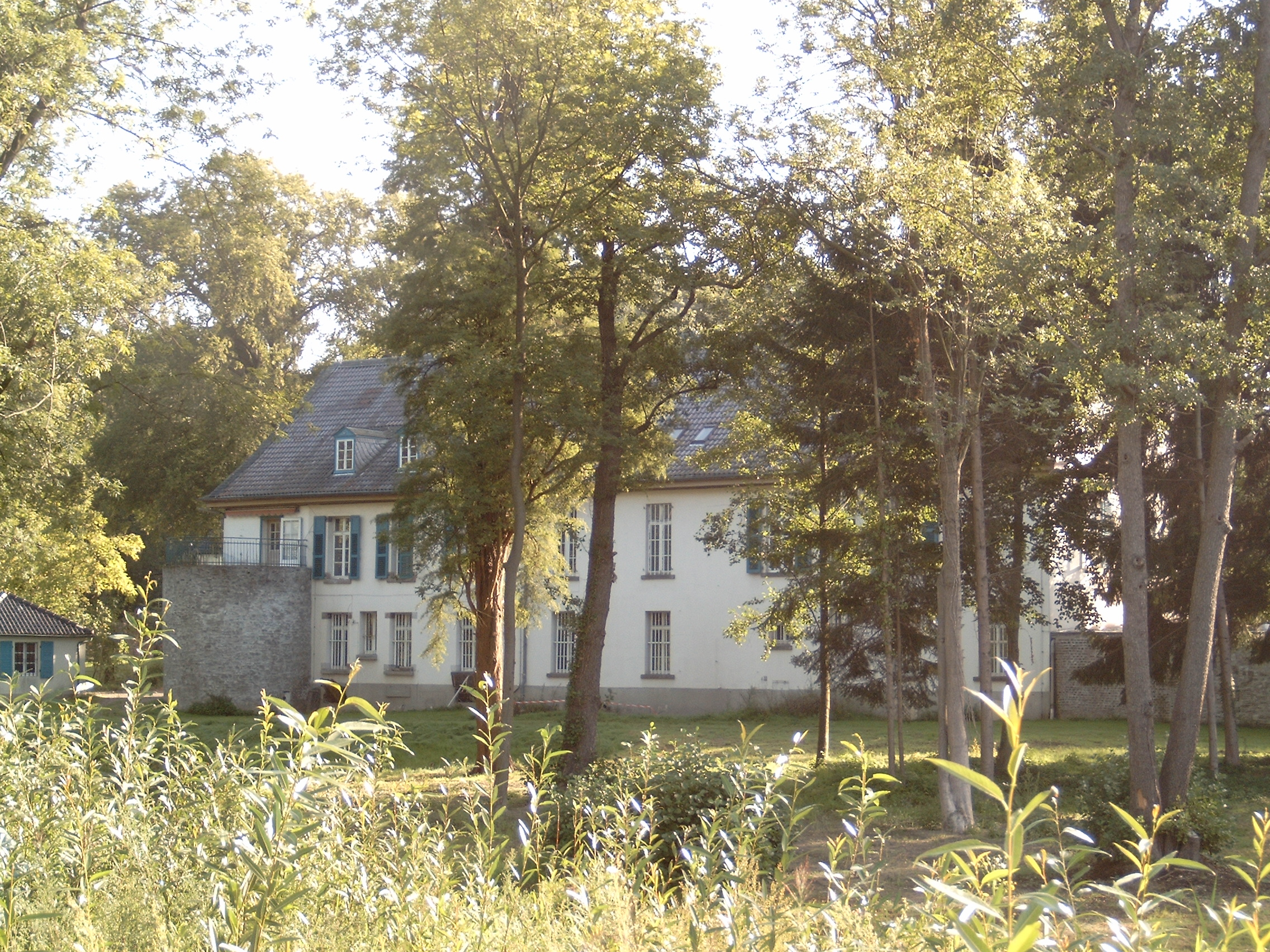
Das Herrenhaus mit dem Stumpf des vierten Turmes

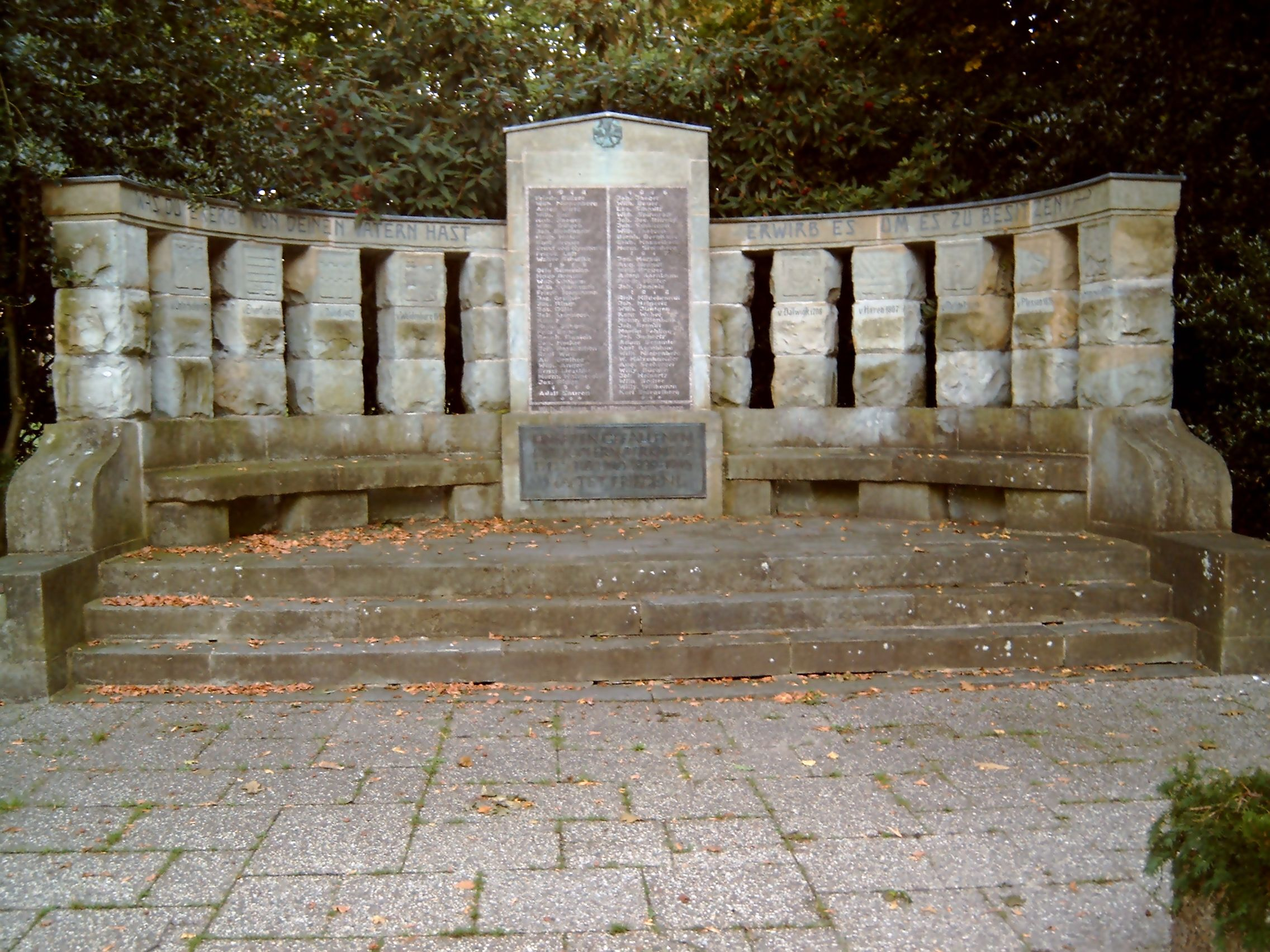
Unterbacher Denkmal
Wappen und Namen der Herren von Haus Unterbach sind in die Pfeiler gemeißelt

Haus Unterbach ist eine Wasserburg auf dem Stadtgebiet von Erkrath. Geschichtlich ist es jedoch die Urzelle von Unterbach, das auf der anderen Straßenseite liegt. Zu dieser kuriosen Situation kam es durch die kommunale Neugliederung im Jahre 1975, als Unterbach von Erkrath nach Düsseldorf eingemeindet wurde. Die Bewohner der beiden ehemaligen Unterbacher Hauptstraßenseiten finden sich seither in verschiedenen Städten wieder.

## Beschreibung
Haus Unterbach wurde vermutlich zu Zeiten der Karolinger errichtet. Wohl aus Furcht vor den Ungarn, die den Nachbarort Gerresheim und dessen Stift fast vollständig niederbrannten, wurde das Gelände um 900 erstmals zur Burg ausgebaut, ein historischer Nachweis steht hierfür jedoch aus. Als Rittersitz wird es 1169 zum ersten Male beurkundet. Vermutlich um 1300 kam es dann zu dem heutigen massiven Ausbau der Befestigung mit umlaufenden bis zu 1,20 Meter dicken Mauern, vier Türmen mit bis zu zwei Meter dicken Wänden und Schießscharten, umgeben von einem breiten Wassergraben.
Teile der umlaufenden Mauer und drei der Türme sind heute noch erhalten, nämlich ein Torturm, ein Gerichtsturm und ein Rundturm. Ein weiterer Rundturm, das ehemalige Verlies, wurde auf die Höhe des Herrenhauses abgerissen und in dieses integriert. Teile des Zugbrückenmechanismus sind ebenfalls noch im Torturm erhalten. Zudem lagert in den Türmen noch weiteres authentisches Rittermaterial. Die Türme sind bis zu 9 Metern im Durchmesser und 10 Meter hoch. Vermutlich war einer davon früher einmal höher.
Die Gartenanlage der Burg und des umgebenden Geländes wurde von dem bekannten Landschaftsarchitekten Maximilian Friedrich Weyhe (1775–1846) geschaffen, zu dessen zahlreichen Werken auch der Düsseldorfer Hofgarten und die weltberühmte Königsallee gehören.
Zu Haus Unterbach gehörte das Gelände mehrerer Flurstücke von Unterbach einschließlich des 1975 von ihm abgeteilten Unterfeldhaus. Dies geht aus einer Verkaufsurkunde hervor, in dem der Hof „Velthusen“ (= Feldhaus) von einem der Herren von Haus Unterbach verkauft wurde. Hieraus entwickelte sich Unterfeldhaus, welches heute das Gebiet eines ehemaligen Oberfeldhaus einschließt. Im 18. Jahrhundert ist der Hof „Unteres Feldhaus“ nachgewiesen, aus dem sich später die heutige Rohrsmühle entwickelte.
In der Mitte der 1920er Jahre gehörten mehrere Begüterungen zu Haus Unterbach, verteilt auf mehrere Landkreise. Zum einen Gut Unterbach mit 347 ha, Grondstein-Polkshof mit 92 ha, Zissendorf 158 ha und eine Farm Auros bei Kub im damaligen Südwestafrika.
Neueste Untersuchungen ergaben, dass das Herrenhaus vermutlich nicht, wie bisher vermutet aus dem 19. Jahrhundert stammt, sondern aufgrund eines mittelalterlichen Ständer-Fachwerkes (senkrechte lange Eichenbalken tragen das Haus, die Geschosse werden daran aufgehängt) und aufgefundener barocker Fußböden weit älter sein muss. Auch die Wassergräben und die Parkanlage werden nach altem Stand mit Hilfe des Landschaftsarchitekten Henning von Ziegesar restauriert. Hierbei wurden, aufgrund einer notwendigen Wasserspiegelabsenkung zwei zwischenzeitlich vergessene Stauwehre, ein Brückenstauwehr aus Steinziegeln vom Haus Unterbach selbst, welches auf einem Weyhe-Plan von 1817 verzeichnet war und ein weiteres Wehr aus Feldbrandziegeln, sowie ein Grundablass aus Eichenholz, samt Verschluss, vergleichbar mit dem Stöpsel in einer Badewanne entdeckt. Im Schlamm des Burggrabens wurden zudem Keramikbruchstücke aus der Zeit zwischen dem 15. und 17. Jahrhundert entdeckt. Besonders spannend war für die untersuchenden Forscher ein Siegburger Trichterhalsbecher mit den Wappen der Margarete Quad zu Wickrath und Schwanenberg und des Johann Wilhelm von Harff zu Alsdorf und Geilenkirchen. Margarete und Wilhelm heirateten 1481, es muss sich um individuell in Auftrag gegebenen Hochzeitsbecher handeln.
Des Weiteren wird aktuell noch nach der vom Heimatgeschichtler Franz Josef Brors aufgeführten und einigen alten Urkunden ab dem 15. Jahrhundert genannten alten Kapelle gesucht, deren Fundamente nach wie vor nicht gefunden wurden.
Dem nach wie vor gemeinsamen kulturellen Leben von Unterbach und Unterfeldhaus sind sie wie seit Generationen verlässliche Partner. So stellen sie zum Beispiel ihr Gelände der Unterbacher Bevölkerung zur Durchführung von nicht kommerziellen Veranstaltungen zur Verfügung.

## Besitzfolge
Die Galerie der Herren von Haus Unterbach und deren Wappen sind unter anderem an anderer Stelle in Unterbach auf dem Kriegerdenkmal zu ermitteln. In die Pfeiler des von Joseph Hammerschmidt geschaffenen Denkmals wurden die Namen in zeitrichtiger Reihenfolge in Stein gemeißelt. Der erste dieser Reihe ist gleichzeitig der Namensgeber für Unterbach.
- von Unterbeke 1170
- von Elverfeldt 1450
- von Quad 1467[6]
- von Waldenburg 1545
- von Dalwigk 1708
- von Haren 1807
- Philipp von Pestel 1819
- Philipp Wilhelm Hans von Klitzing 1839[7]
- Anna von Carnap-Carnap (1799–1864) auf Haus Unterbach, verheiratet mit Karl von Plessen-Eller (1794–1843), auch auf Reez, Groß und Klein Viegeln, nach 1840[8][9]
- von Hymmen 1847[10][11]
- Zech von Hymmen 1960

In der Vergangenheit kam den Rittern von Haus Unterbach nicht nur der Schutz der Unterbacher, sondern auch das Schutzpatronat über die Erkrather Kirchengemeinde zu. Zuletzt wurde dies Verhältnis während der Zeit des evangelischen Kirchenkampfes in der Zeit des Nationalsozialismus 1933 bis 1945 wirksam, als Heinrich von Hymmen (1880–1960) und seine Frau Margareta Freiin von Beaulieu-Marconnay (* 1885) ihr Haus der illegalen aber bekenntnistreuen Bekennenden Gemeinde Erkrath/Unterbach gegen den Widerstand der mehrheitlichen Deutschen Christen für Gottesdienste und Bibelarbeit zur Verfügung stellten. Heinrich von Hymmen, er war auch Rechtsritter des Johanniterordens, die Kongregation wurde durch das NS-Regime mehr oder minder unterdrückt, erhielt 1955 wegen seiner Förderung von caritativen Einrichtungen in Unterbach und Erkrath die Ernennung zum Erkrather Ehrenbürger. 1952 wurde Heinrich von Hymmen Ehrenkommendator des Johanniterorden.
Die direkten Nachkommen der Familie von Hymmen, hier die älteste Tochter Jutta von Hymmen, des letzten Gutsherrn im weiblichen Stamm (Zech von Hymmen) wohnen noch heute in Haus Unterbach. Zurzeit lassen sie das Anwesen in einer aufwendigen Maßnahme nach alten Dokumenten wieder in den historischen Zustand versetzen.

Das Wappen der Dalwigk
Generalleutnant Rabe Ludwig Freiherr von Dalwigk (1683–1754)
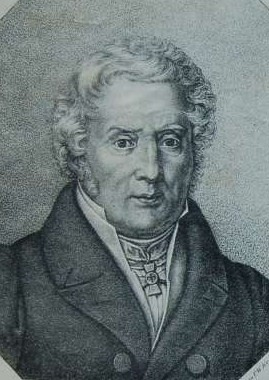
Philipp von Pestel (1834)
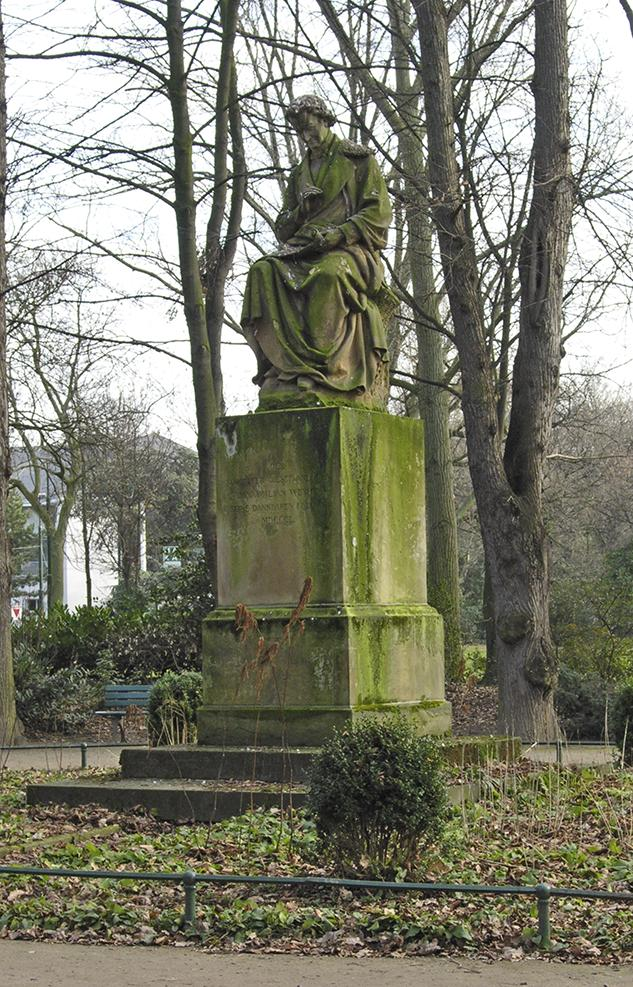
Der Landschaftsarchitekt Maximilian Friedrich Weyhe
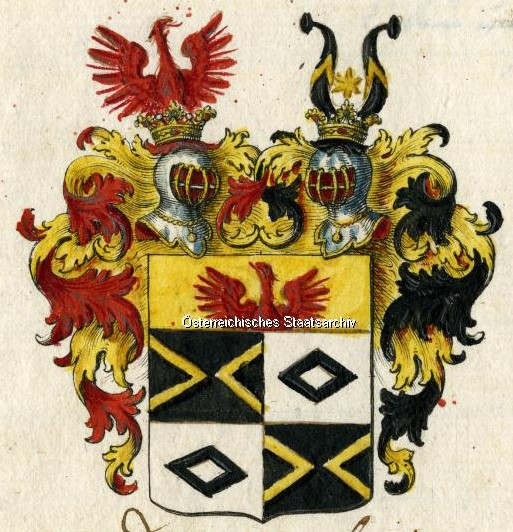
Wappen derer von Hymmen (1770 / Österreichisches Staatsarchiv Wien)